# وه‌واتنا
وه‌واتنا (انگلیسی: Wewatenna) یک روستا در کشور سری‌لانکا است.